# 佐藤忠信

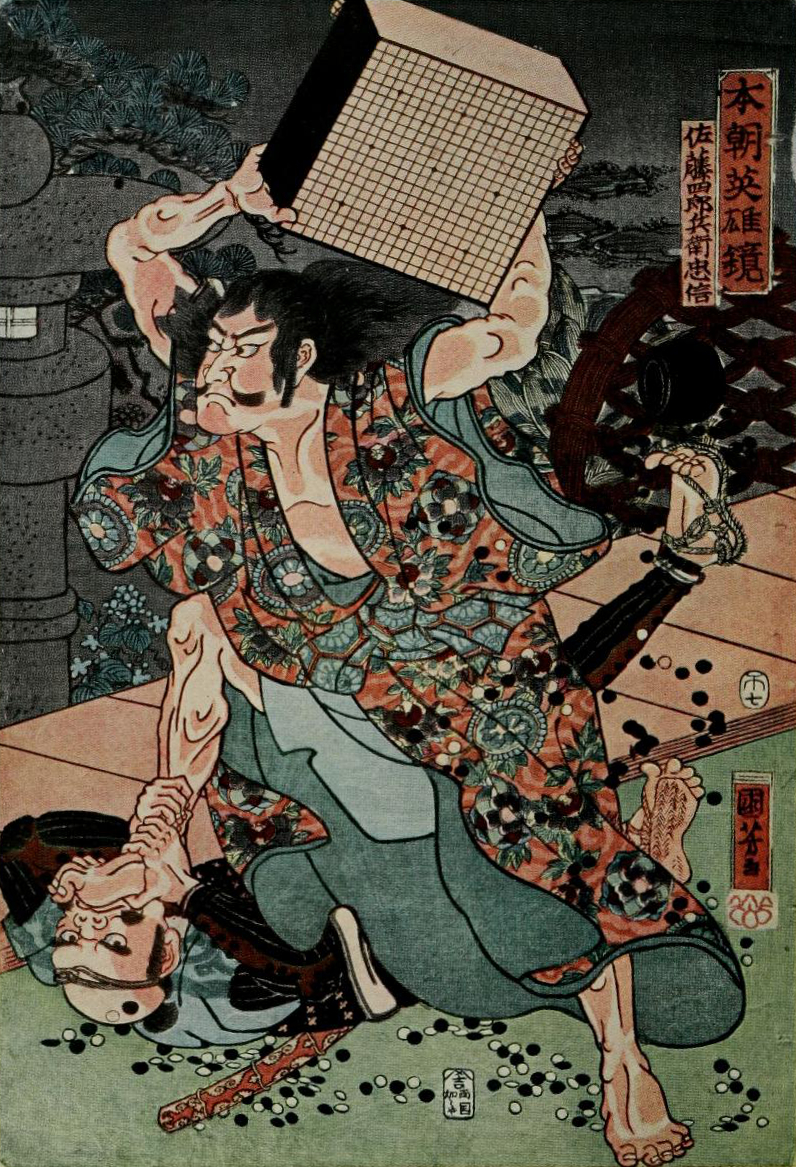
佐藤忠信（歌川国芳画）

佐藤 忠信（さとう ただのぶ）は、平安時代末期の武将で、源義経の重臣。『源平盛衰記』における義経四天王の1人。佐藤継信の弟。父は奥州藤原氏に仕えた佐藤基治もしくは藤原忠継。

## 生涯
治承4年（1180年）、奥州にいた義経が挙兵した源頼朝の陣に赴く際、藤原秀衡の命により兄・継信と共に義経に随行。義経の郎党として平家追討軍に加わった。兄・継信は屋島の戦いで討死している。
元暦2年（1185年）4月15日の壇ノ浦の戦い後、義経が許可を得ずに官職を得て頼朝の怒りを買った際、忠信も共に兵衛尉に任官しており、頼朝から「秀衡の郎党が衛府に任ぜられるなど過去に例が無い。身の程を知ったらよかろう。その気になっているのは猫（もしくは狢、狸?）にも落ちる。」と罵られている。
文治元年（1185年）10月17日、義経と頼朝が対立し、京都の義経の屋敷に頼朝からの刺客である土佐坊昌俊が差し向けられ、義経は屋敷に残った僅かな郎党の中で忠信を伴い、自ら門を飛び出して来て応戦している。
文治元年（1185年）11月3日、都を落ちる義経に同行するが、九州へ向かう船が難破し一行は離散。忠信は宇治の辺りで義経と別れ、都に潜伏する。文治2年（1186年）9月22日、人妻であるかつての恋人に手紙を送った事から、その夫によって鎌倉から派遣されていた御家人の糟屋有季に居所を密告され、潜伏していた中御門東洞院を襲撃される。精兵であった忠信は奮戦するも、多勢に無勢であり、共に戦った義経の郎党2人と共に自害して果てた。（『吾妻鏡』より）
『源平盛衰記』によると享年は26（佐藤氏の菩提寺である医王寺 の忠信の石塔には享年34とある）。

## 子孫
子とされる義忠（経忠?）は馬籠佐藤氏の祖となり、安忠（置賜郡花沢城主）、師信、忠清（出羽守）の父となったとされ、安忠は置賜佐藤氏の祖という。安忠の家系は以下のように続いたという。安忠の子孫の1人である重成は伊達稙宗に仕え、その孫・重元は伊達政宗に仕えたという。
安忠-安信-常信-正信-重信-長信（尾張守、属沢城氏）-行信-隆信-定重-重行-重成（伊勢守）-重時（紀伊守）-重元（仙台藩家臣）
また、安忠の兄弟である師信の家系は以下のように続いたという。
師信-信清（兵庫介）-信明（和泉守）-信辰-信継-信政-信元-信忠-信秀-信遠-信定-信郷-信基-信敬-信時-信光（仙台藩家臣）
義忠は、「大鳥城の佐藤一族を代表して」文治6年（1190年）正月の大河次郎の叛乱に軍功をたて、源頼朝から5千貫余の采地を賜り、頼朝の前をはばかって義忠を信隆と改め、子孫繁衍したとされる。信隆には系譜をみると6、7人の子がいたことになっている。そして、そのうちの四郎安忠は従五位下・出羽守に叙せられ、置賜郡豊田邑に住し、同郡花沢城主となって、采地5千余町を領したと家譜に記されている。
以後、長信に至るまで花沢城に住した。長信の父重信は、暦応3年（1341年）に南朝方と戦い、将軍足利尊氏から本領安堵の御教書を賜ったという。やがて、伊達氏の勢力が陸中に及ぶようになり、伊達宗遠のとき大軍を催して出羽国置賜郡長井荘を攻め、長井氏と花沢城主佐藤長信の連合軍と戦い、長信と長井氏との連合軍は大敗を喫し、長信とその一党は遠く岩代国まで逃れ、岩城家に奇寓した。それより重行まで4代岩城家のもとにあった。
重行の子・伊勢守重成は、岩城重隆の老臣であったが、岩城氏の姫が伊達晴宗に嫁ぐとき、その補佐役として米沢に赴き、伊達家の要請によりその臣下に属して、父祖墳墓の地である羽州置賜郡の下長井荘荻野中山2邑の采地1200石を賜った。これより、重成とその嫡子紀伊守重時は中山城に居住して、遂に岩城家には帰らなかった。
元亀元年（1570年）4月、羽州小松の合戦において紀伊守が討死した。その戦いは私闘とされて領地を没収され、紀伊守の子重元も父との縁座によって中山城を出て米沢城下で閉門の身となった。その後、許されて再び召し出され、天正19年（1591年）、伊達政宗の仙台移城のとき従って、采領300石を得て名取郡釣取邑忍ケ岡に居住した。

## 関連作品
- 『義経記』-室町時代初期に書かれた『義経記』での忠信は、義経の囮となって吉野から一人都に戻って奮戦し、壮絶な自害をする主要人物の一人となっている。
- 歌舞伎・人形浄瑠璃『義経千本桜』-佐藤忠信と、佐藤忠信に化けた「狐忠信」こと「源九郎狐」が登場する。
- 継信・忠信兄弟の妻たちが、息子2人を失い嘆き悲しむ老母（乙和御前）を慰めんとそれぞれの夫の甲冑を身にまとい、その雄姿を装って見せたという逸話があり、婦女子教育の教材として昭和初期までの国定教科書に掲載された。

テレビドラマ
- 『源義経』（1966年、NHK大河ドラマ、演：青山良彦）
- 『草燃える』（1979年、NHK大河ドラマ、演：伊藤敏孝）
- 『武蔵坊弁慶』（1986年、NHK新大型時代劇、演：中村浩太郎）
- 『炎立つ』（1993年-1994年、NHK大河ドラマ、演：小林良平）
- 『義経』（2005年、NHK大河ドラマ、演：海東健）